# Маккин, Ангус
Ангус Джон Уильям Маккин (англ. Angus John William McKeen, родился 13 февраля 1969 в Дроэде) — ирландский регбист, игравший на позиции пропа.

## Биография
Родители — прихожане протестантской церкви Ирландии. Учился в госпитале Его Величества в Дублине, образовательном учреждении англиканской церкви в Ирландии. Выступал за свою карьеру за команду «Лэнсдаун», провёл 130 игр за этот клуб, а также выступал в чемпионате провинций за «Лейнстер».
Несмотря на многочисленные игры за молодёжную сборную Ирландии, в основной сборной сыграл только одну встречу на чемпионате мира 1999 года против сборной Румынии. Карьеру завершил в 2000 году.